# Oficial de caçadors a la càrrega
Oficial de caçadors a la càrrega ó Oficial de caçadors a cavall de la guàrdia imperial, a la càrrega és un quadre de 1812 del pintor romàntic francès Théodore Géricault. Es tracta d'un oli sobre llenç.
Aquesta pintura, que revela l'interès de l'autor per un assumpte contemporani, se li va ocórrer a Géricault quan, estant en una festa popular en Saint-Cloud, el soroll va fer que de sobte s'encabrités un cavall. Immediatament va fer tot un seguit d'esbossos amb aquest motiu.
Géricault es va donar a conèixer amb el tema dels cavalls i dels assumptes militars, com aquesta pintura, gràcies a la qual va aconseguir la medalla d'or en el Saló de París de 1812. És considerada la seva primera gran obra. Revela el seu interès en la representació d'un assumpte contemporani.
Representa a un oficial de la cavalleria de Napoleó sobre un cavall, preparat per atacar. El soroll dels canons encabrita al fogoso cavall. D'aquesta manera l'oficial, que ja ha desembeinat la seva simitarra, queda per sobre de la pols de la batalla.
La pintura és representativa del romanticisme francès i té un motiu similar a l'obra de Jacques-Louis David Napoleó travessant els Alps, però hi ha un conjunt de característiques en aquesta pintura que l'allunyen del classicisme, com la seva disposició diagonal dramàtica i el vigorós maneig de la pintura, amb pinzellades brusques. Aquesta disposició del cavall encabritat i elevat en diagonal evidencia les influències de la pintura barroca, en concret de l'estil de Rubens. No en va, Géricault va estudiar obres d'aquest pintor flamenc, així com la Batalla de Constantinoble, de l'escola de Raffaello Sanzio.
Aquest apartament formal del pintor de l'imperi, David, evidencia un canvi en l'ambient francès, l'any en què la grandesa i els somnis de l'emperador estaven xocant amb problemes en la campanya de Rússia i a Espanya. L'oficial és fogos, però el cavall sembla espantar-se davant un atacant invisible, representant així els dubtes del seu temps, les ruïnes de l'imperi, la consciència de la mort.